# Thalatha artificiosa
Thalatha artificiosa är en fjärilsart som beskrevs av Turner 1936. Thalatha artificiosa ingår i släktet Thalatha och familjen nattflyn. Inga underarter finns listade i Catalogue of Life.